# Arrowtown

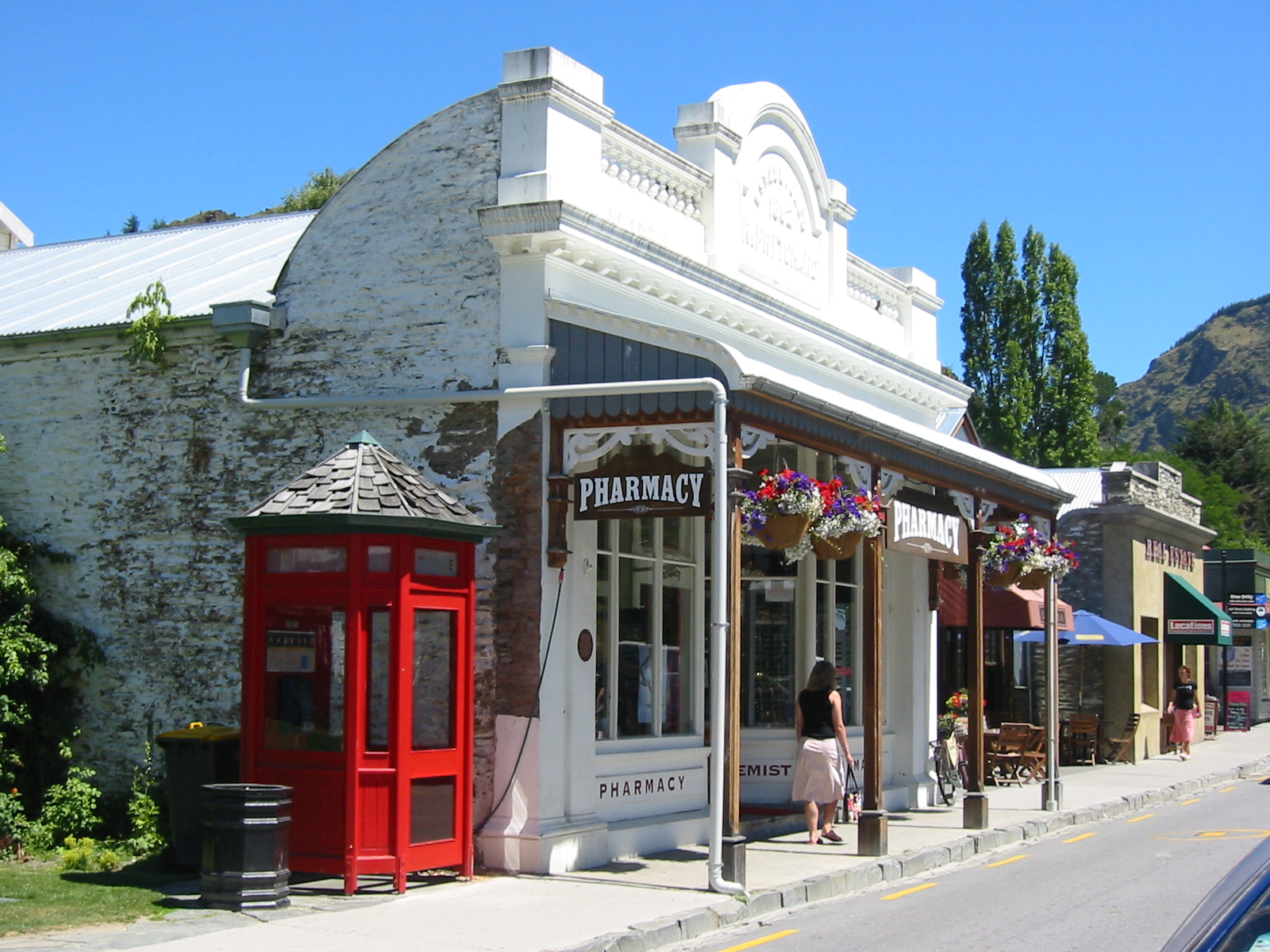
Pharmacie “Amcal” à Arrowtown

Arrowtown est une localité de la région d’Otago, située dans l’Île du Sud de la Nouvelle-Zélande. C'est une ville minière qui compte 2 151 habitants en 2006.

## Situation
La ville d’Arrowtown est localisée sur la rive de la rivière Arrow, à approximativement 7,5 km sur le trajet de la State Highway 6. Elle a aussi un accès par la route allant directement à partir de Queenstown via les Gorges de la rivière Shotover et une troisième voie d’accès passe par le pittoresque lac Hayes (en).

## Population
La ville avait une population d’un peu moins de 200 personnes dans les années 1960 avant de devenir à nouveau plus populaire. Selon le recensement de 2006 en Nouvelle-Zélande, la population des résidents habituels d’Arrowtown était de 2 151 habitants, soit une augmentation de  27,1 %  depuis le recensement de 2001 .

## Histoire
La ville a considérablement grandi lors de la ruée vers l'or en Nouvelle-Zélande avec l'édification de nouvelles constructions, mais qui tombèrent sous les règles très strictes concernant l’apparence convenable imposées par les autorités locales dans le but de préserver l’aspect de la ville. Il y a de nombreux immeubles, bien préservés, qui furent utilisés par les immigrants européens et les personnes d’origine chinoise datant du temps de la ruée vers l’or et de la vocation minière de la ville d’Arrowtown, qui est le siège du Musée du District des lacs (Lakes District Museum) et des magasins Ah Lum's (en), qui font partie du patrimoine historique du village chinois d’Arrowtown.

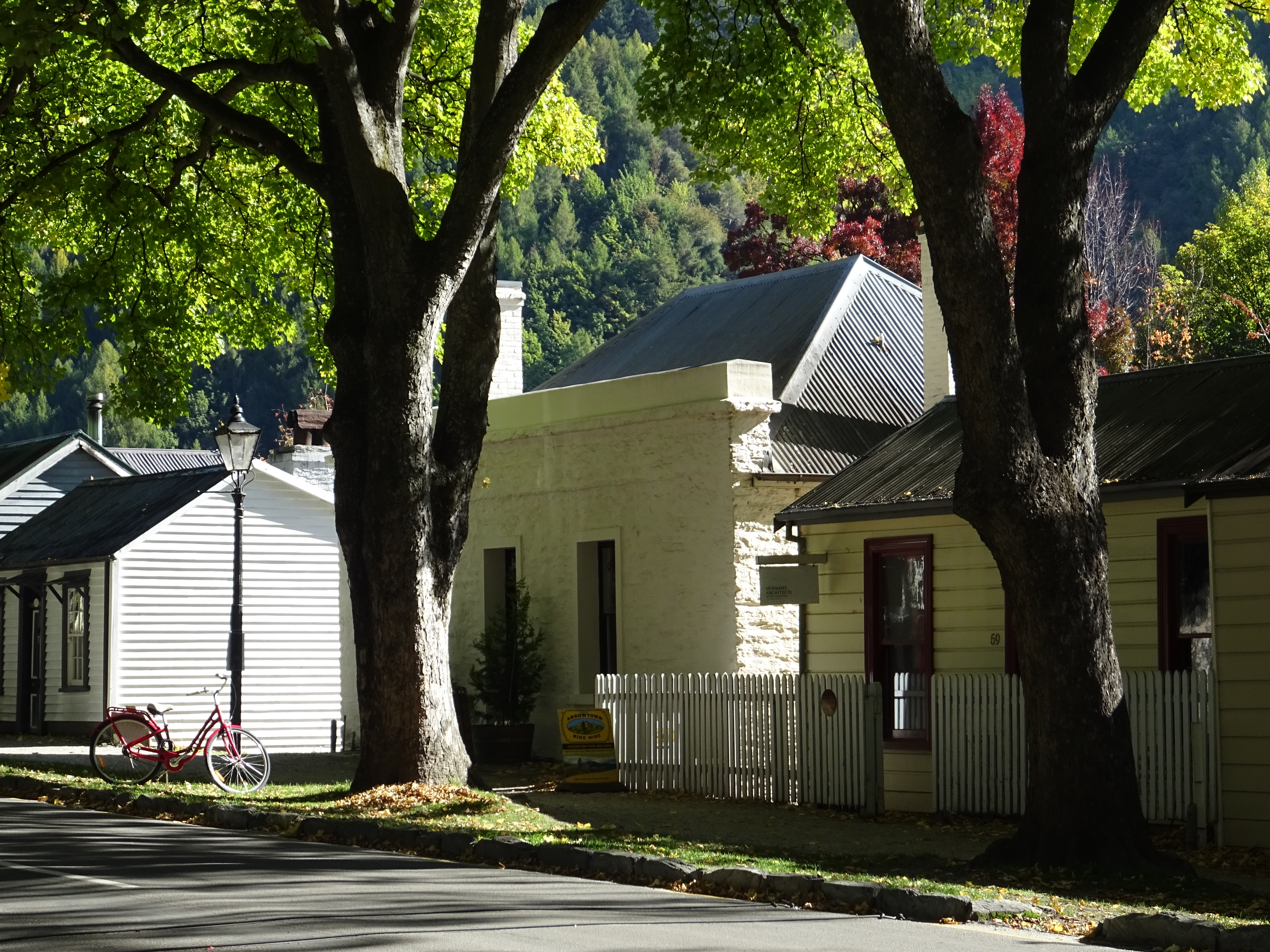
Architecture typique du vieux village.

À proximité de la ville se trouve le terrain de golf de Sir Michael Hill (en) et qui est le siège de l’Open de Golf de Nouvelle-Zélande (en). Ce terrain de golf de championnat est le domaine en privé des membres du club, et qui ne permet l’accès aux joueurs indépendants que sur abonnement. Le Club fournit aussi l’accès à un Day Spa, qui est disponible pour le public.
À proximité se trouve la résidence de vacances et le Domaine de ski de Millbrook Resort (en), qui a un spa et aussi parcours de golf avec un 27 trous. C'est là qu'a été conclu l’accord sur le programme d'action de Milbrook (en) du Commonwealth des Nations.
Durant le pic de la ruée vers l’or, la population d’Arrowtown a grimpé jusqu’à 7 000 habitants et elle devint le centre d’une importante municipalité, qui couvrit les nouvelles installations des colons de Macetown, Skippers Canyon et Bullendale (qui ne sont plus aujourd’hui que des villes fantômes). Arrowtown était constituée en borough dès 1867 et devint une partie du district de Queenstown-Lakes lors de la réorganisation de la gouvernance locale de 1989.

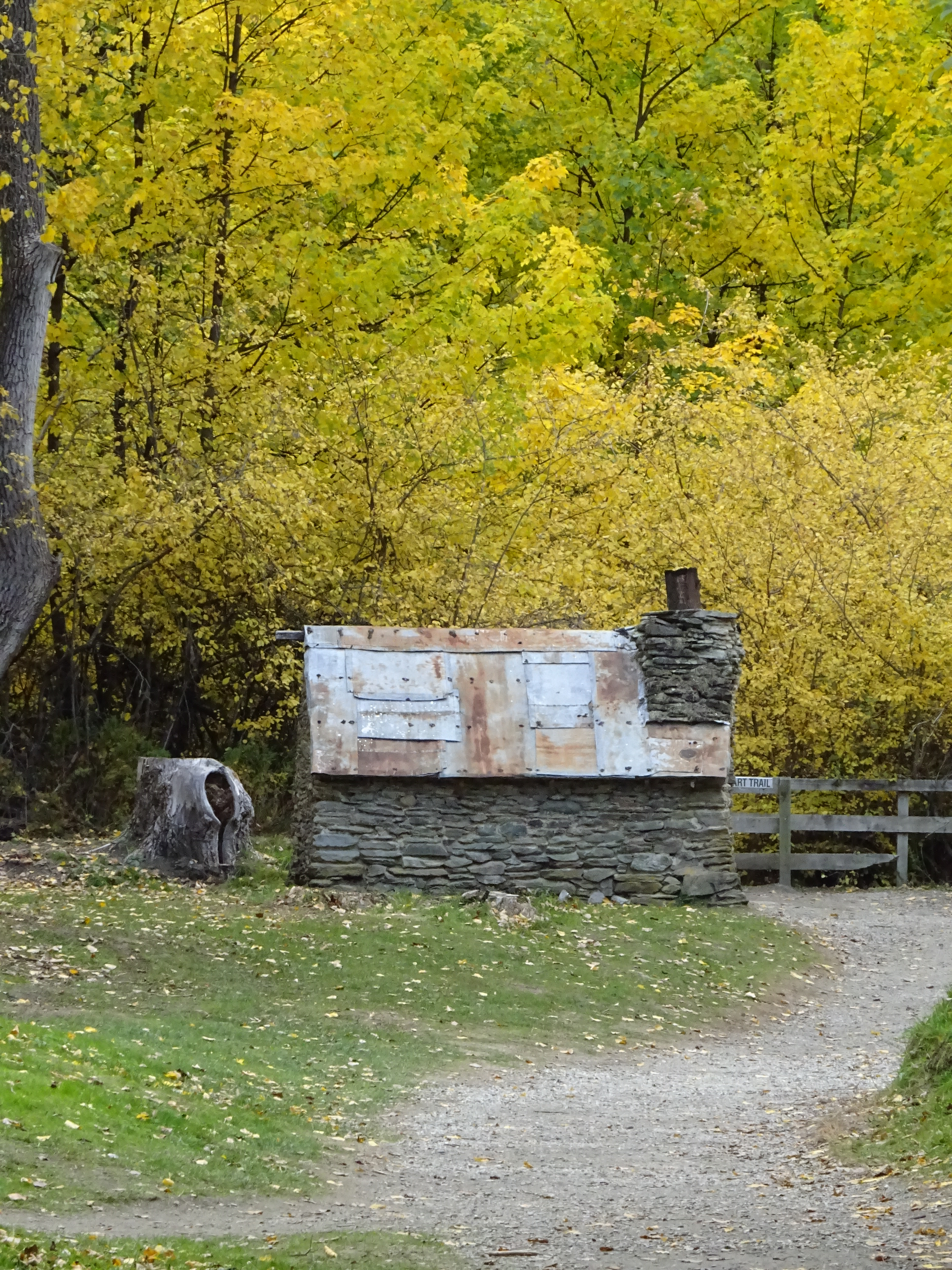
Maisonnette typique du Chinese Settlement d'Arrowtown (petit village des chercheurs d'or chinois).